# محمدحسن اسلامی (سیاسمتدار)
محمدحسن اسلامی (۱۳۱۲–۱۳۹۷) سیاسمتدار ایرانی و وزیر پست، تلگراف و تلفن در دولت موقت مهدی بازرگان بود.

## زندگی‌نامه
محمدحسن اسلامی بعد از گذراندن تحصیلات ابتدایی از سال ۱۳۳۰ تا ۱۳۳۱ دوره مدرسه پست در آموزشگاه اختصاصی وزارت پست و تلگراف و تلفن را گذراند و سپس از دبیرستان دارالفنون تهران در رشته ریاضی در مقطع دیپلم فارغ‌التحصیل شد. وی در اواخر سال ۱۳۳۵ برای ادامه تحصیلات در رشته الکترونیک و مخابرات به کشور آلمان غربی عزیمت کرد و در سال ۱۳۴۳ به ایران بازگشت و طبق تعهدات قبلی در وزارت پست و تلگراف و تلفن مشغول خدمت شد. اسلامی علاوه بر تدریس در دانشکده‌های مخابرات و پلی تکنیک تألیفات و مقالاتی نیز در زمینه مسائل فنی و مخابراتی داشت.